# Élections générales botswanaises de 2014
Les élections générales botswanaises de 2014 se tiennent le 24 octobre 2014 afin de renouveler les membres de l'assemblée nationale du Botswana.
Le Parti démocratique du Botswana (BDP) au pouvoir remporte à nouveau la majorité absolue, ce qui permet au président sortant Ian Khama d'être réélu.

## Système électoral

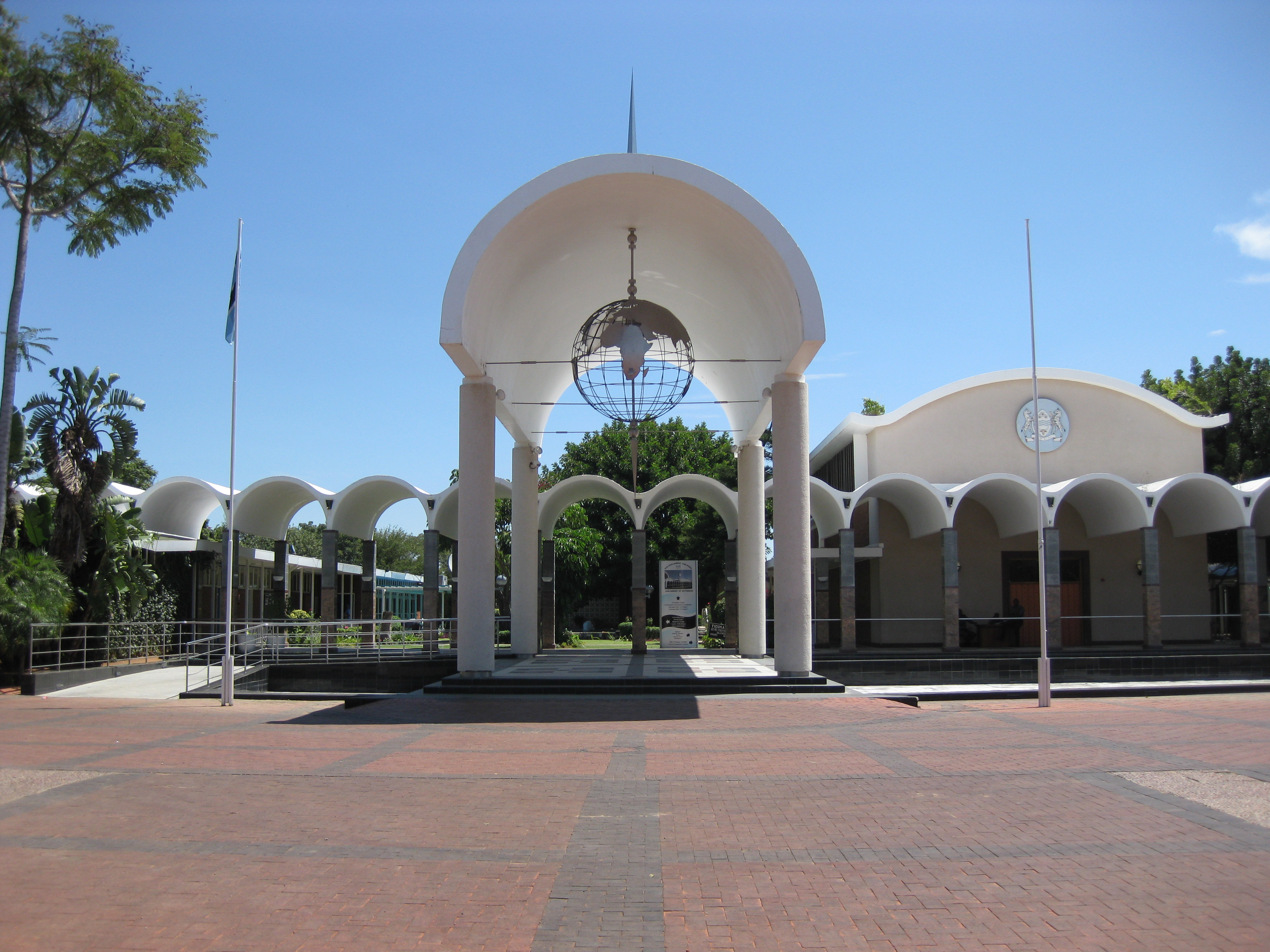
Entrée de l'assemblée

L'Assemblée nationale est l'unique chambre du parlement monocaméral du Botswana. Elle est composée de 63 sièges dont 57 pourvus tous les cinq ans au scrutin uninominal majoritaire à un tour dans autant de circonscriptions électorales. Quatre autres députés sont élus au scrutin indirect par ceux du parti ou de la coalition majoritaire à l'assemblée après la tenue du scrutin national. Enfin, l'assemblée comporte deux membres dits ex officio : le président de l'Assemblée nationale ainsi que le président de la république, tous deux élus par les députés.
Le Président de la république est élu au scrutin indirect pour un mandat de cinq ans par les membres de l'Assemblée nationale. Depuis 1997, la durée des fonctions est limitée à dix ans, qu'ils soient consécutifs ou non. Son mandat est lié à celui de l'assemblée, la constitution imposant qu'une nouvelle élection présidentielle ait lieu après chaque renouvellement de l'assemblée, mettant ainsi fin au mandat présidentiel en cours.
Lors de la campagne pour les élections législatives, chaque personne qui se présente doit indiquer lors du dépôt de sa candidature le candidat qu'elle soutient pour le poste de président de la République. Le candidat qui obtient le soutien de la majorité absolue du total des députés élus au suffrage universel, soit 29 députés, est automatiquement désigné président. Si un parti ou une coalition obtient la majorité absolue aux législatives, son candidat devient ainsi président sans qu'un vote indirect ne soit organisé. Dans la pratique, les législatives étant organisées au scrutin uninominal majoritaire à un tour, le président de la république est le plus souvent le chef du parti majoritaire à l'Assemblée nationale.
Dans le cas où aucun candidat n'obtient cette majorité, l'Assemblée nationale élit au suffrage indirect et secret le président à la majorité absolue du total des députés, parmi les candidats ayant obtenu le soutien d'au moins dix députés. Si après trois tours de scrutin, aucun candidat n'a été élu, deux tours supplémentaires peuvent être organisé à la condition que le président de l'assemblée l'autorise, s'il estime que l'élection d'un candidat reste possible. A défaut, où si la totalité des tours sont infructueux, l'Assemblée est dissoute et de nouvelles élections législatives sont organisées.
Le jour du scrutin ainsi que les deux jours suivants sont déclarés fériés à cette occasion.

## Résultats
|                           |                                                 |                               |                               |                               |        |               |  |  |  |
| Parti                     | Parti                                           | Voix                          | %                             | +/-                           | Sièges | +/-           |  |  |  |
|                           | Parti démocratique du Botswana (BDP)            | 320 657                       | 45.45                         | 6,81                          | 37     | 8             |  |  |  |
|                           | Coalition pour un changement démocratique (UDC) | 207 113                       | 30,01                         | Nv                            | 17     | 11            |  |  |  |
|                           | Parti du congrès du Botswana (BCP)              | 140 998                       | 20,43                         | 1,28                          | 3      | 1             |  |  |  |
|                           | Indépendants                                    | 21 484                        | 3,11                          | 1,19                          | 0      | 1             |  |  |  |
|                           | Membres cooptés ou ex officio                   | Membres cooptés ou ex officio | Membres cooptés ou ex officio | Membres cooptés ou ex officio | 6      | en stagnation |  |  |  |
|                           |                                                 |                               |                               |                               |        |               |  |  |  |
| Suffrages exprimés        | Suffrages exprimés                              | 690 242                       | 98,83                         |                               |        |               |  |  |  |
| Votes blancs et invalides | Votes blancs et invalides                       | 8 167                         | 1,17                          |                               |        |               |  |  |  |
| Total                     | Total                                           | 698 409                       | 100                           | -                             | 63     | en stagnation |  |  |  |
| Abstentions               | Abstentions                                     | 125 664                       | 15,25                         |                               |        |               |  |  |  |
| Inscrits / participation  | Inscrits / participation                        | 824 073                       | 84,75                         |                               |        |               |  |  |  |